# ابیبارا سرکل
ابیبارا سرکل (به لاتین: Abeïbara Cercle) در مالی با جمعیت ۱۰٬۲۸۶ نفر است که در استان کیدال واقع شده‌است.